# Emel Dede
Emel Dede (* 18. April 1989 in Istanbul) ist eine türkische Schauspielerin.

## Leben und Karriere
Dede wurde am 18. April 1989 in Istanbul geboren. Ihr Debüt gab sie 2008 in der Fernsehserie Küçük Kadınlar. Danach spielte sie in Öyle Bir Geçer Zaman ki mit. 2014 bekam sie eine Rolle in  Kertenkele. 2017 wurde sie für die Serie İsimsizler gecastet. Zwischen 2019 und 2021 spielte sie in der Serie Kuruluş Osman die Hauptrolle. Außerdem war sie in Üç Kuruş zu sehen.

## Filmografie (Auswahl)
Serien
- 2008: Küçük Kadınlar
- 2010: Öyle Bir Geçer Zaman k
- 2014: Kertenkele
- 2014: Alın Yazım
- 2014: Emanet
- 2015: Aşkın Bedeli
- 2015: Seddülbahir 32 Saat
- 2016: Sevda Kuşun Kanadında
- 2017: İsimsizler
- 2018: Payitaht Abdülhamid
- 2019: Kuzgun
- 2019–2021: Kuruluş Osman
- 2022: Üç Kuruş